# Сквараиновая кислота
Сквараиновая кислота (квадратная кислота) — двухосновная органическая кислота с химической формулой C4H2O4. Своё название получила из-за геометрии молекулы, которая напоминает квадрат.

## Открытие
Сквараиновая кислота была случайно синтезирована в 1959 году гидролизом 4,4-дифтор-2-хлор-1,3,3-триметоксициклобутена.

## Строение и физические свойства
Сквараиновая кислота представляет собой кристаллическое соединение с высокой температурой разложения (выше 293 °С). Она слабо растворима в воде и даёт 3%-й раствор при комнатной температуре.

## Химические свойства
Сквараиновой кислоте приписывают структуру енола, однако для енола она является весьма сильной кислотой и по значению константы кислотности приближается к серной кислоте. Это принято объяснять тем, что образующийся при диссоциации скварат-анион стабилизируется за счёт резонанса. Инфракрасная спектроскопия и кристаллографические исследования подтверждают этот факт: скварат действительно является плоским и симметричным анионом (D4h) с распределённой по структуре электронной плотностью.